# Accademia del cinema italiano
Pour les articles homonymes, voir Accademia.
L’Accademia del cinema italiano (Académie du cinéma italien) est une académie chargée de promouvoir le cinéma italien.
Elle décerne depuis 1955 les David di Donatello, la récompense de cinéma la plus prestigieuse d'Italie. Elle est considérée comme l'équivalent italien des Oscars américains et des Césars français.

## Présidents
- 1963-1970 : Italo Gemini
- 1971-1977 : Eitel Monaco
- 1978-1980 : Paolo Grassi
- 1981-2016 : Gian Luigi Rondi
- 2016-2017 : Giuliano Montaldo (ad interim)
- Depuis 2018 : Piera Detassis